# Pharaphodius unicornis
Pharaphodius unicornis är en skalbaggsart som beskrevs av Rudolph Petrovitz 1973. Pharaphodius unicornis ingår i släktet Pharaphodius och familjen Aphodiidae. Inga underarter finns listade i Catalogue of Life.